# Encarsia inaron
Encarsia inaron är en stekelart som först beskrevs av Walker 1839.  Encarsia inaron ingår i släktet Encarsia och familjen växtlussteklar. Arten är reproducerande i Sverige. Inga underarter finns listade i Catalogue of Life.